# Max Dahlin
Max Dahlin (* 27. Dezember 2005 in Karlstad) ist ein schwedischer Tennisspieler.

## Karriere
Dahlin war bis 2023 auf der ITF Junior Tour spielberechtigt. In der Jugend-Rangliste erreichte er mit Rang 27 im September 2023 seine höchste Notierung. Vor allem im Doppel erzielte er Erfolge. An den Grand-Slam-Turnieren nahm er erst ab Mitte 2023 teil. Während er in Wimbledon noch zum Auftakt ausschied, gewann er mit Oliver Ojakäär bei den US Open als ungesetzte Paarung den Titel. Zuvor hatte er bereits drei Turniere der niedrigeren Kategorie J200 und J300 gewonnen.
Bei den Profis spielte Dahlin ab 2023 erstmals regelmäßiger. Auf der drittklassigen ITF Future Tour erreichte er im Einzel sein erstes Finale, während er im Doppel seinen ersten Titel gewann. In der Weltrangliste stieg er damit im Einzel in die Top 1000 ein.